# Erkenbergwasen
Der Erkenbergwasen ist ein mit Verordnung des Regierungspräsidiums Stuttgart vom 2. März 1979 ausgewiesenes Naturschutzgebiet (NSG-Nummer 1.072) auf dem Gebiet der Gemeinde Neidlingen im Landkreis Esslingen in Baden-Württemberg.
Der Erkenberg, der früher auch Merkenberg genannt wurde, ist ein Zeugenberg und erhebt sich nordöstlich von Neidlingen im gleichnamigen Neidlinger Tal. Er springt wie eine Halbinsel nach Westen vor und ist mit der Albhochfläche nur noch über einen schmalen Rücken verbunden. Auf dem Erkenberg liegen außerhalb des Schutzgebiets die zwei Burgstellen Merkenberg und Windeck. Das aus zwei Teilen bestehende, 15,7 Hektar (ha) große Naturschutzgebiet liegt im Übergangsbereich zwischen Weißem und Braunem Jura am Südhang des Erkenbergs und ist durch die abgeschirmte Lage klimatisch sehr begünstigt. Es gehört zum Naturraum der Mittleren Kuppenalb.
Die Unterschutzstellung des Erkenbergwasens war notwendig, weil sich die Bestandserhaltung einer Art auf einem größeren Raum besser gewährleisten lässt. Ein weiterer Grund war, dass um 1955 die über Jahrhunderte ausgeübte Beweidung des Erkenbergs aufhörte und damit die Fläche sehr schnell verbuschte. Noch Ende des 19. Jahrhunderts war der Erkenberg nahezu unbewaldet, heute beträgt der Waldanteil im Naturschutzgebiet 42 Prozent. Schutzzweck ist die typische Halbtrockenrasengesellschaft, die sich auf dem kalkreichen Untergrund des Weißjura, bedingt durch die extensive Nutzung, entwickelte. Auf dem Erkenbergwasen finden sich an selteneren und unter Naturschutz stehende Pflanzen die Küchenschelle (Anemone pulsatilla), Fliegen- und Bienenragwurz (Ophrys insectifera und Ophrys apifera), Mücken- und Wohlriechende Händelwurz (Gymnadenia conopsea und Gymnadenia odoratissima), Pyramiden-Hundswurz (Anacamptis pyramidalis), Fransen- und Deutscher Enzian (Gentiana cilitiata und Gentiana germanica) und die Silberdistel (Carlina acaulis). Das Vorkommen der Pyramiden-Hundswurz, einer Orchideenart, ist besonders zu unterstreichen, da diese mit nur geringem Vorkommen in ihrem Bestand vorrangig gefährdet ist.